# Protracheoniscus hermagorensis
Protracheoniscus hermagorensis är en kräftdjursart som beskrevs av Karl Wilhelm Verhoeff1927. Protracheoniscus hermagorensis ingår i släktet Protracheoniscus och familjen Trachelipodidae. Inga underarter finns listade i Catalogue of Life.